# Allocharopa
Allocharopa é um género de gastrópode  da família Charopidae.
Este género contém as seguintes espécies:
- Allocharopa erskinensis
- Allocharopa okeana
- Allocharopa tarravillensis